# Johann Michael Claudius Keller
 Johann Michael Claudius Keller (* 29. Dezember 1800 in Oberelchingen; † 3. April 1865 in Augsburg) war ein deutscher Komponist und Kirchenmusiker.

## Leben
Keller erhielt Unterricht in Gesang und Klavierspiel zuerst in Oberelchingen und Wettenhausen, später auch in Augsburg, wo er Schüler des Domkapellmeisters Franz Bühlers wurde. 
Nach seiner Ausbildung wurde er zuerst in St. Georg und später in St. Ulrich zu Augsburg als Organist angestellt. Seit 1837 wirkte er dort auch als Chorregent, wo er – untypisch für seine Zeit – auch die Werke alter Meister wie Palestrina und Orlando di Lasso zur Aufführung brachte. 
Daneben war er ein vielgesuchter Lehrer und wirkte am Benediktiner-Gymnasium St. Stephan in Augsburg; auch der Limbacher Komponist Karl Kempter war sein Schüler. Am 1. Oktober 1839 übernahm er die Stelle als Kapellmeister des Augsburger Doms, die er bis zu seinem Tod innehatte.

## Werk
Keller schrieb eine Reihe vierstimmiger, teils instrumentierter, Hymnen für die verschiedenen Kirchenfeste. Wichtige Werke beinhalten ein Salve Regina für 4 Knaben- oder Frauenstimmen, ein Sanctus und Benedictus für Chor mit Begleitung von 4 Posaunen, 2 Hörnern, 2 Clarinetten und Pauken, das oft als Ergänzung von Mozarts unvollendetem Requiem zu hören war und sein Hauptwerk, das Canticum Zachariae, genannt Kontrapunkt, für Doppelchor und Soloquartett von 1847 (oder 1842), das zunächst nur für den Augsburger Dom bestimmt war.